# Gilles Simon
Gilles Simon (Niça, 27 de desembre de 1984) és un jugador professional de tennis francès. En la seua carrera duu conquistats catorze títols professionals i ha arribat a la final del Masters Series de Madrid en 2008 on perdé davant Andy Murray en la final després d'haver derrotat al número 1 del món, Rafael Nadal, en les semifinals. El seu joc es destaca per les variacions de ritme que utilitza, la seua incansable devolució de colps i per la seua adaptabilitat a diferents rivals i superfícies.
Va participar en la consecució de la Copa Davis 2017 de l'equip francès tot i que no va disputar la final.
Al novembre de 2008 arribà a lloc número 9 del rànquing mundial i es classificà per a la Tennis Masters Cup de cap d'any.

## Biografia
Simon és fill de Mireille, ginecòloga, i Daniel, treballador d'una empresa d'assegurances, i té un germà de nom Jean-Marie. Va néixer a Niça però va créixer a Fontenay-sous-Bois, als afores de París. Va començar a jugar a tennis amb sis anys.
Amb Carine Lauret mantenen una relació estable tot i no estar casats, i tenen dos fills anomenats Timothée (2010) i Valentin (2013).

## Palmarès

### Individual: 22 (14−8)
| Llegenda (pre/post 2009)                                 |
| -------------------------------------------------------- |
| Grand Slams (0−0)                                        |
| Tennis Masters Cup / ATP Finals (0−0)                    |
| ATP Masters Series / ATP World Tour Masters 1000 (0−2)   |
| ATP International Series Gold / ATP World Tour 500 (1−1) |
| ATP International Series / ATP World Tour 250 (13−5)     |

| Títols per superfície |
| --------------------- |
| Dura (9−4)            |
| Gespa (0−2)           |
| Terra batuda (5−2)    |

| Resultat  | Núm. | Data                   | Torneig                    | Superfície   | Oponent            | Marcador            |
| --------- | ---- | ---------------------- | -------------------------- | ------------ | ------------------ | ------------------- |
| Finalista | 1.   | 16 d'abril de 2006     | València, Espanya          | Terra batuda | Nicolás Almagro    | 2−6, 3−6            |
| Guanyador | 1.   | 18 de febrer de 2007   | Marsella, França           | Dura (i)     | Markos Bagdatís    | 6−4, 7−6(3)         |
| Guanyador | 2.   | 16 de setembre de 2007 | Bucarest, Romania          | Terra batuda | Victor Hănescu     | 4−6, 6−3, 6−2       |
| Guanyador | 3.   | 25 de maig de 2008     | Casablanca, Marroc         | Terra batuda | Julien Benneteau   | 7−5, 6−2            |
| Guanyador | 4.   | 20 de juliol de 2008   | Indianapolis, Estats Units | Dura         | Dmitry Tursunov    | 6−4, 6−4            |
| Guanyador | 5.   | 14 de setembre de 2008 | Bucarest (2)               | Terra batuda | Carles Moyà        | 6−3, 6−4            |
| Finalista | 2.   | 19 d'octubre de 2008   | Madrid, Espanya            | Terra batuda | Andy Murray        | 4−6, 6−7(6)         |
| Guanyador | 6.   | 4 d'octubre de 2009    | Bangkok, Tailàndia         | Dura (i)     | Viktor Troicki     | 7−5, 6−3            |
| Guanyador | 7.   | 26 de setembre de 2010 | Metz, França               | Dura (i)     | Mischa Zverev      | 6−3, 6−2            |
| Guanyador | 8.   | 15 de gener de 2011    | Sydney, Austràlia          | Dura         | Viktor Troicki     | 7−5, 7−6(4)         |
| Guanyador | 9.   | 24 de juliol de 2011   | Hamburg, Alemanya          | Terra batuda | Nicolás Almagro    | 6−4, 4−6, 6−4       |
| Guanyador | 10.  | 29 d'abril de 2012     | Bucarest (3)               | Terra batuda | Fabio Fognini      | 6−4, 6−3            |
| Finalista | 3.   | 30 de setembre de 2012 | Bangkok                    | Dura (i)     | Richard Gasquet    | 2−6, 1−6            |
| Finalista | 4.   | 22 de juny de 2013     | Eastbourne, Regne Unit     | Gespa        | Feliciano López    | 6−7(2), 7−6(5), 0−6 |
| Guanyador | 11.  | 22 de setembre de 2013 | Metz (2)                   | Dura (i)     | Jo-Wilfried Tsonga | 6−4, 6−3            |
| Finalista | 5.   | 12 d'octubre de 2014   | Xangai, Xina               | Dura         | Roger Federer      | 6−7(6), 6−7(2)      |
| Guanyador | 12.  | 22 de febrer de 2015   | Marsella (2)               | Dura (i)     | Gaël Monfils       | 6−4, 1−6, 7−6(4)    |
| Finalista | 6.   | 27 de setembre de 2015 | Metz                       | Dura (i)     | Jo-Wilfried Tsonga | 6−7(5), 6−1, 2−6    |
| Guanyador | 13.  | 6 de gener de 2018     | Poona, Índia               | Dura         | Kevin Anderson     | 7−6(4), 6−2         |
| Finalista | 7.   | 26 de maig de 2018     | Lió, França                | Terra batuda | Dominic Thiem      | 6−3, 6−7(2), 1−6    |
| Guanyador | 14.  | 23 de setembre de 2018 | Metz (3)                   | Dura (i)     | Matthias Bachinger | 7−6(2), 6−1         |
| Finalista | 8.   | 23 de juny de 2019     | Londres, Regne Unit        | Gespa        | Feliciano López    | 2−6, 7−6(4), 6−7(2) |

### Dobles masculins: 1 (0−1)
| Llegenda (pre/post 2009)                                 |
| -------------------------------------------------------- |
| Grand Slams (0−0)                                        |
| Tennis Masters Cup / ATP Finals (0−0)                    |
| ATP Masters Series / ATP World Tour Masters 1000 (0−0)   |
| ATP International Series Gold / ATP World Tour 500 (0−0) |
| ATP International Series / ATP World Tour 250 (0−1)      |

| Títols per superfície |
| --------------------- |
| Dura (0−1)            |
| Gespa (0−0)           |
| Terra batuda (0−0)    |

| Resultat  | Núm. | Data               | Torneig      | Superfície | Parella               | Oponents                     | Marcador       |
| --------- | ---- | ------------------ | ------------ | ---------- | --------------------- | ---------------------------- | -------------- |
| Finalista | 1.   | 6 de gener de 2018 | Poona, Índia | Dura       | Pierre-Hugues Herbert | Robin Haase Matwé Middelkoop | 6−7(5), 6−7(5) |

### Equips: 1 (0−1)
| Resultat  | Núm. | Data                    | Torneig                     | Superfície | Equip                                      | Oponents                                                     | Marcador |
| --------- | ---- | ----------------------- | --------------------------- | ---------- | ------------------------------------------ | ------------------------------------------------------------ | -------- |
| Finalista | 1.   | 3−5 de desembre de 2010 | Copa Davis, Belgrad, Sèrbia | Dura (i)   | Arnaud Clément Michaël Llodra Gaël Monfils | Novak Đoković Janko Tipsarević Viktor Troicki Nenad Zimonjić | 2−3      |

## Trajectòria

### Individual
| Open d'Austràlia | A   | Q3          | 3R          | 1R          | 3R    | QF          | A           | 2R          | 2R    | 4R          | 3R          | 3R          | 4R    | 3R          | 2R          | 2R          | 2R          | 1R   | Q1 | 0 / 15    | 25 − 15   |
| Roland Garros | Q1  | 1R          | 1R          | 2R          | 1R    | 3R          | A           | 4R          | 3R    | 4R          | 3R          | 4R          | 3R    | 1R          | 3R          | 2R          | 1R          | 1R   | 3R | 0 / 17    | 23 − 17   |
| Wimbledon | A   | Q3          | 1R          | 2R          | 3R    | 4R          | 3R          | 3R          | 2R    | 1R          | 3R          | QF          | 2R    | 2R          | 4R          | 2R          | NC          | 1R   |    | 0 / 15    | 22 − 15   |
| US Open | Q1  | Q1          | 2R          | 2R          | 3R    | 3R          | 3R          | 4R          | 3R    | A           | 4R          | 1R          | 2R    | 1R          | 2R          | 2R          | 2R          | A    |    | 0 / 14    | 20 − 14   |
| ATP World Tour Finals | A   | A           | A           | A           | SF    | A           | A           | A           | A     | A           | A           | A           | A     | A           | A           | A           | A           | A    |    | 0 / 1     | 2 − 2     |
| Jocs Olímpics | A   | No celebrat | No celebrat | No celebrat | 3R    | No celebrat | No celebrat | No celebrat | 3R    | No celebrat | No celebrat | No celebrat | 3R    | No celebrat | No celebrat | No celebrat | No celebrat | 1R   | NC | 0 / 4     | 6 − 4     |
| Total Victòries/Derrotes                                                                                                   | 0−1 | 6−6         | 24−24       | 35−26       | 51−27 | 49−29       | 23−18       | 39−27       | 43−25 | 36−24       | 27−25       | 43−24       | 44−26 | 16−25       | 33−23       | 27−26       | 11−12       | 5−17 |    | 498 − 389 | 498 − 389 |
| Rànquing a final d'any | 174 | 124         | 45          | 29          | 7     | 15          | 41          | 12          | 16    | 19          | 21          | 15          | 25    | 89          | 30          | 55          | 63          | 124  |    |           |           |
| Llegenda: G: Guanyador; F: Finalista; SF: Semifinalista; QF: Quarts de final; Q: Qualificació; A: Absent; RR: Round Robin; |     |             |             |             |       |             |             |             |       |             |             |             |       |             |             |             |             |      |    |           |           |